# NGC 3601
NGC 3601 (również PGC 34335 lub UGC 6282) – galaktyka spiralna (Sab), znajdująca się w gwiazdozbiorze Lwa. Odkrył ją Albert Marth 22 marca 1865 roku.